# Fire (álbum de Kittie)
Fire es el séptimo álbum de estudio de la banda canadiense de heavy metal Kittie. Fue lanzado el 21 de junio de 2024 a través de Sumerian Records. Este fue el primer álbum de Kittie en 13 años desde el lanzamiento de I've Failed You (2011), tiempo entre el cual la banda estuvo en gran medida en una pausa debido al aumento de los costos asociados con las giras y la producción musical, la falta de interés del público, y la muerte de la bajista Trish Doan en 2017. Después de recibir varias ofertas para tocar en shows a finales de 2021, la banda terminó su pausa en enero de 2022, y la bajista Ivy Jenkins regresó a su formación después de una ausencia de una década. 
Después de sus actuaciones en el festival When We Were Young en octubre de 2022, Kittie firmó con Sumerian y comenzó a trabajar en material nuevo. En noviembre y diciembre de 2023, la banda grabó Fire con el productor Nick Raskulinecz en Sienna Studios en Nashville, Tennessee.

## Lanzamiento y promoción
Durante su actuación en el Sick New World Festival el 13 de mayo de 2023, Kittie estrenó su primera canción nueva en 12 años, «Vultures». El 14 de febrero de 2024, Kittie anunció que habían firmado con Sumerian Records y lanzaron el sencillo principal de Fire, «Eyes Wide Open». Tras su lanzamiento, Consequence, Exclaim!, Metal Hammer y Revolver incluyeron la canción como una de las mejores de la semana. En una entrevista con Metal Hammer publicada el 3 de abril de 2024, Morgan reveló el título del álbum y afirmó que se lanzaría en el verano de 2024. Al día siguiente, Kittie lanzó «We Are Shadows» como segundo sencillo del álbum. El 8 de mayo de 2024, la banda anunció que Fire se lanzaría el 21 de junio de 2024 y lanzó un video musical de «Vultures», en el que la banda interpretó la canción en vivo en el festival Sick New World de 2024.
El 20 de febrero de 2024, Kittie anunció varios festivales en los Estados Unidos entre abril y agosto de 2024. El 24 de abril de 2024, la banda anunció que realizarían cinco espectáculos como cabezas de cartel en cinco ciudades entre julio y agosto de 2024.

## Lista de canciones
| N.º | Título                    | Duración |  |
| 1.  | «Fire»                    | 3:28     |  |
| 2.  | «I Still Wear This Crown» | 3:42     |  |
| 3.  | «Falter»                  | 3:57     |  |
| 4.  | «Vultures»                | 3:18     |  |
| 5.  | «We Are Shadows»          | 3:35     |  |
| 6.  | «Wound»                   | 2:57     |  |
| 7.  | «One Foot in the Grave»   | 3:42     |  |
| 8.  | «Are You Entertained»     | 3:15     |  |
| 9.  | «Grime»                   | 3:37     |  |
| 10. | «Eyes Wide Open»          | 3:53     |  |

## Créditos
- Morgan Lander - vocalista, guitarra rítmica
- Tara McLeod - primera guitarra
- Ivy Vujic - bajo
- Mercedes Lander - batería